# Henri Cournollet
Fernand Henri Jean Cournollet  (Villers-sur-Mer, 19 de dezembro de 1882 — Rheims, 10 de agosto de 1971) foi um curler francês. Ele conquistou uma medalha de bronze olímpica em 1924.